# Debrechté
Debrechté (en macédonien Дебреште) est un village du centre de la Macédoine du Nord, situé dans la municipalité de Dolneni. Le village comptait 2424 habitants en 2002.

## Démographie
Lors du recensement de 2002, le village comptait :
- Turcs : 2 088
- Macédoniens : 169
- Albanais : 149
- Autres : 18